# Schiller-Preis (Preußen)
Der Schiller-Preis, auch „Preußischer Schillerpreis“, „Großer Schillerpreis“ oder „Staats-Schillerpreis“ genannt, wurde 1859 gestiftet und wäre 1914 zum letzten Mal turnusgemäß verliehen worden. Mit dem Untergang des Deutschen Kaiserreichs im November 1918 verlor der Preis seine Grundlage.

## Geschichte des Preises
Anlässlich des 100. Geburtstages des Dichters und Dramatikers Friedrich Schiller am 10. November 1859 stiftete Prinzregent Wilhelm von Preußen (der nachmalige Kaiser Wilhelm I.) „für das beste in dem Zeitraum von je drei Jahren hervorgetretene Werk der Deutschen (sic) dramatischen Dichtkunst einen Preis von Eintausend Thalern Gold nebst einer goldenen Denkmünze zum Werte von Einhundert Thalern Gold“. Die Mittel stammten aus der Privatschatulle des Prinzregenten bzw. späteren Kaisers.
Für die Bestimmung des bzw. der Preisträger wurde jeweils eine Kommission einberufen, deren Entscheidung der Stifter – seit 1888 war dies der Amtsnachfolger Wilhelm II. – zustimmte oder nicht, wie etwa zweimal im Falle Gerhart Hauptmanns (1896 für Hanneles Himmelfahrt und 1899 für Die versunkene Glocke); denn, so der Kaiser in einer Rede vom 18. Dezember 1901: „Eine Kunst, die sich über die von Mir (sic) bezeichneten Gesetze und Schranken hinwegsetzt, ist keine Kunst mehr, sie ist Fabrikarbeit, ist Gewerbe, und das darf die Kunst nie werden. Mit dem viel mißbrauchten Worte ‚Freiheit‘ und unter seiner Flagge verfällt man oft in Grenzenlosigkeit, Schrankenlosigkeit, Selbstüberhebung.“
Die Auszeichnung von Hermann Sudermanns vielbeachtetem und -diskutiertem Drama Die Ehre (1889), das Paul Heyse als Mitglied der Preiskommission vorgeschlagen hatte, scheiterte an der konservativen Haltung eines Großteils der Kommission; nach langwierigen Auseinandersetzungen und dem Rückgriff auf einen Notparagraphen, der gegebenenfalls auch nichtdramatische Werke für die Auszeichnung vorsah, erhielten 1890 Theodor Fontane und Klaus Groth den Preis für ihre schriftstellerische Gesamtleistung.
Durch Patent Kaiser Wilhelms II. vom 10. November 1901 wurden die Bestimmungen dahingehend abgeändert, dass der Preis fortan nur alle sechs Jahre, dafür aber in doppelter Höhe zu vergeben und dass die dramatische Produktion der jeweils letzten zwölf Jahre zu berücksichtigen sei. Obwohl Dramen ernsten Charakters, die sich dem klassischen Stil Schillers annähern, in erster Linie zu berücksichtigen seien, dürften auch andere poetische Erzeugnisse von hervorragender Bedeutung gewürdigt werden.

„Der volle Preis (einschließlich Denkmünze) wurde in der vierundfünfzigjährigen Geschichte des Preises überhaupt nur sechsmal verliehen; fast ebensooft, nämlich fünfmal, gelangte die aus Universitätsprofessoren und Hoftheaterintendanten zusammengesetzte Kommission zur Einschätzung, daß gar kein Preis zu verleihen sei. In anderen Fällen begnügte man sich mit der Zuerkennung
der Geldsumme an einen oder – wenn die letzte(n) Runde(n) negativ verlaufen war(en) – zwei bzw. drei Kandidaten.“

Als dezidierte Opposition gegen die kaiserliche Willkür bei den (Nicht-)Verleihungen des Schiller-Preises – acht turnusgemäßen Verleihungen standen neun Nichtverleihungen gegenüber, siehe Preisträgerliste – wurde 1902 auf Initiative des zwei Jahre zuvor gegründeten Berliner Goethe-Bundes der Volks-Schillerpreis gestiftet.

## Preisträger
- (1860 nicht vergeben)
- 1863: Friedrich Hebbel für die Nibelungen-Trilogie
- 1866: Albert Lindner für Brutus und Collatinus
- 1869: Emanuel Geibel für Sophonisbe und Heinrich Kruse für Die Gräfin
- (1872 nicht vergeben)
- (1875 nicht vergeben)
- 1878: Franz Nissel, Adolf von Wilbrandt und Ludwig Anzengruber für „Verdienste um die deutsche Bühne“[6]
- (1881 nicht vergeben)[7]
- 1884: Ernst von Wildenbruch für Harold und Paul Heyse
- (1887 nicht vergeben)
- 1890: Theodor Fontane und Klaus Groth[8]
- (1893 nicht vergeben)[9]
- 1896: Ernst von Wildenbruch (abermals) für Heinrich und Heinrichs Geschlecht
- (1899 nicht vergeben)
- (1902 nicht vergeben)
- 1908: Ernst Hardt für Tantris der Narr und Karl Schönherr für Erde
- (1914 nicht vergeben)